# مقبرة المسلمين بستراسبورغ
مقبرة المسلمين بستراسبورغ هي أول مقبرة للمسلمين على التراب الفرنسي. توجد المقبرة في الألزاس (شرق فرنسا)٬ افتتحت الاثنين 6 فبراير 2012 بستراسبورغ بتمويل من السلطات العمومية (800 ألف أورو)٬ وهي أول مقبرة من هذا النوع في فرنسا٬ حيث لا تمول الدولة الديانات ولا أماكن العبادة ولا المقابر.

## الوضعية
لم يكن أمام المسلمين قبل 6 فبراير 2012 من حل سوى نقل موتاهم إلى بلدانهم الأصلية٬ أو دفنهم بإحدى الأماكن المخصصة للمسلمين في المقابر العمومية وأغلبها خاص بالمسيحيين بمدينة ستراسبورغ. قد أضحى هذا المشروع٬ الذي انتظرته الجالية المسلمة طويلا٬ ممكنا بفضل قانون "كونكوردا" (اتفاق بين الدولة الفرنسية والفاتيكان) المطبق بالألزاس ولاموزيل٬ والذي يجعل من هذه الجهة الوحيدة في فرنسا حيث قانون العلمانية٬ القاضي بالفصل بين الكنيسة والسلطة٬ غير معمول به. وتتسع مقبرة المسلمين المقامة على مساحة 25ر1 هكتار٬ لنحو ألف قبر على مستويين٬ ويمكن توسعة المقبرة إن اقتضى الأمر ذلك.

## المسلمون
يبلغ عدد المسلمين بهذه المدينة٬ البالغ عدد سكانها 270 ألف نسمة٬ 20 ألف مسلم ومسلمة٬ تمثل الجالية التركية أعلى نسبة بحوالي 7آلاف شخص٬ متبوعة بالجالية المغربية (6 ألاف)٬ والجزائرية (2500) والتونسية أقل من 1000 شخص. وأوضح المسؤولون في المدينة٬ أن المعطيات تبرز أن العائلات المسلمة التي ترغب في دفن موتاها فوق التراب الفرنسي في تزايد مستمر.